# Montagueia haplostemon
Montagueia  es un género monotípico de plantas,  perteneciente a la familia de las anacardiáceas. Su única especie: Montagueia haplostemon Baker f., es originaria de Nueva Caledonia.

## Taxonomía
Montagueia haplostemon fue descrita por Edmund Gilbert Baker y publicado en Journal of the Linnean Society, Botany 45: 291, en el año 1921.